# Всі ми трошки коні
«Всі ми трошки коні» — радянський художній фільм 1988 року, знятий режисером Мухтаром Агою-Мірзаєвим на кіностудії «Узбекфільм».

## Сюжет
Коли шестирічна Рано переправлялася через річку поромом, який перевозив на інший берег коней, пором несподівано різко загальмував — і дівчинка опинилася за бортом. Її врятував красень-кінь Глен. З того часу минуло багато часу і Рано не згадувала прикрий випадок зі свого дитинства. А тепер, коли їй виповнилося п'ятнадцять, видужавши після травми, отриманої на репетиції у хореографічному училищі, Рано згадала про Глена та прийшла до кінноспортивної школи.

## У ролях
- Шоїра Аманова — головна роль
- Шухрат Іргашев — Сабір Ісмаїлович
- Шухрат Умаров — роль другого плану
- Фархад Мірзоєв — роль другого плану
- Асанкул Куттубаєв — знахар
- Венера Нігматуліна — роль другого плану
- Гульчехра Джамілова — роль другого плану
- Батир Мірхашимов — роль другого плану
- Хамза Умаров — Батиров
- Никифор Кім — роль другого плану
- Косдир Максумов — роль другого плану

## Знімальна група
- Режисер — Мухтар Ага-Мірзаєв
- Сценаристи — Володимир Желєзников, Олексій Леонтьєв, Володимир Хмельницький
- Оператор — Володимир Куликов
- Художник — Кахрамон Нурітдінов